# Kopplingskonstant
Kopplingskonstant är ett begrepp som används för att beskriva styrkan i hopkopplingen hos olika typer av kopplade system, till exempel i samband med kopplade pendlar.
Inom kvantfältteorier av fysikens fundamental krafter är det en dimensionslös storhet som beskriver styrkan av växelverkan mellan de kraftförmedlande bosonerna (foton, gluon, W-boson) och laddningar. De olika typer av laddning (elektrisk, färgladdning) har var och en sin kopplingskonstant, som anger deras relativa styrka. För den elektromagnetiska växelverkan är det finstrukturkonstanten. Eftersom den är liten (α ≈ 1/137 << 1), kan man inom kvantelektrodynamik göra serieutvecklingar i α för att noggrant räkna ut storheter som elektronens eller myonens magnetiska dipolmoment. Inom teorin for stark växelverkan är dock kopplingskonstanten av storleksordning 1, så att serieutvecklingar inte konvergerar.
Även inom strängteori spelar strängkopplingskonstanten en central roll.